# María Bonilla
María Bonilla (Cuautempan, 26 de enero de 1902 - 1 de enero de 1990) fue una soprano dramática y maestra de canto mexicana.

## Biografía
María Bonilla Méndez nació en  Cuautempan (en ese tiempo perteneciente a la jurisdicción de Tetela de Ocampo), el 26 de enero de 1902. Su primer acercamiento con el canto, fue a través de sus tías quienes habían sido educadas en el belcanto italiano, por un maestro italiano.
Unos años después, se mudó con su familia a Coyoacán en la Ciudad de México, en donde les tocó vivir de cerca la Revolución, involucrándose activamente en ella.  A sus escasos catorce años presta sus servicios como “enfermera” de campaña en alguno de los hospitales militares de la zona y también participa como repartidora de periódicos clandestinos en el movimiento contra Victoriano Huerta.
Comienza sus estudios musicales, inicialmente de piano, con la maestra Ángela Peredo, que vivía en San Ángel cerca de Coyoacán, quien también era organista y maestra de coros en la Iglesia de San Jacinto, siendo María solista de este pequeño coro. Como era muy pequeña todavía para estudiar canto, siguió estudiando piano, hasta que ya en el Conservatorio de Música su maestro de piano, Don Pedro Luis Ogazón la invita a educar su voz con el profesor Lamberto L. Castañares.
Posteriormente continúa sus estudios de piano con el maestro don Antonio Gomezanda,  y armonía y composición con el maestro Julián Carrillo. Al terminar sus estudios musicales en el Conservatorio de Música, y por recomendación del crítico musical Salomón Kahan, decide viajar a Berlín (Alemania) para continuar sus estudios. A su llegada, aquejada por una disfonía, va a consultar a un otorrinolaringólogo, quien le indica que tiene “nódulos vocales”. Inicia un tratamiento largo y doloroso con este doctor, siendo dada de alta después de varios meses.
Después de un riguroso examen de admisión, entra a estudiar desde octubre de 1926 hasta julio de 1928 a la Hochschule für Musik de Berlín, con el reconocido maestro alemán Hermann Weissenborn, con quien conoce a fondo la música de Lied y Oratorio y aprende a cantar Schumann, Brahms, Bach y Beethoven, entre otros autores de habla alemana, donde obtiene además la especialidad en Pedagogía del canto.
Regresa a trabajar a México a finales de 1928, e inmediatamente consigue un puesto de maestra de canto en el Conservatorio Nacional de Música del INBA, el Conservatorio Libre de Música y la Escuela de Música de la Universidad Nacional Autónoma de México en la época en la que el maestro Nabor Carrillo era Rector. En esta época se da cuenta de la necesidad de formar una escuela de canto que estuviese a la altura de las escuelas europeas y decide regresar a Milán para hacer un curso de pedagogía del canto similar al que hizo en Berlín. En julio de 1930 presentó en la Ciudad de México un recital de despedida y regresó a Europa a cumplir sus sueños de perfección. Estudió en Milán durante el año escolar 1930-1931 y al final del curso pensó que era imprescindible dar un recital en alguno de los teatros de la ciudad. Entre uno y otro contacto, finalmente el 10 de diciembre de 1931 se lleva a cabo el recital en el Teatro Regio, junto al maestro Alberto D’Erasmo, siendo ovacionada por el público y alabada por la crítica.
Regresa a México a seguir con su vocación de maestra y liederista.  Enseña con gran generosidad, amor, pasión y dedicación. Formó una gran cantidad de cantantes, siendo la más destacada y reconocida la soprano Irma González. 
Es considerada la precursora de la gran escuela de canto con que México cuenta en la actualidad, ubicándolo a la altura de las mejores escuelas de canto del mundo.
Durante los más de treinta años en que trabaja en estos centros docentes, María combina el dar clases con su carrera de concertista, ya que canta continuamente en oratorios y en recitales de lied.
Llega a cantar gran parte de la obra de Schubert, Schumann y Brahms de la cual era considerada máxima intérprete, además de Hugo Wolf, Beethoven y Mozart entre los compositores de lied alemán; conoce y canta también la obra francesa de Duparc, Faurè, Chausson, Debussy y Ravel, al igual que música de compositores italianos y españoles.
De compositores mexicanos, canta mucho a Ponce, del cual era buena amiga, Carlos Mabarak, Salvador Moreno, Mariscal, Martínez Galnares, Tata Nacho; canta también las canciones mexicanas de Jorge Del Moral, Lerdo de Tejada, Mario Talavera, Esparza Oteo entre otros.
En sus conciertos de oratorio, se distinguió cantando el Magnificat y la Pasión según San Juan de Bach, las misas y oratorios de Handel, Haydn y Mozart.
En 1951 graba la obra de Franz Schubert, el “Viaje de invierno” con la empresa Concermex, junto a su acompañante María Kotkowska.
Posteriormente a esta grabación, graba junto con la pianista María Kotkowska, igualmente con Concermex, un disco que incluye el Frauenliebe und Leben de Schumann y una selección de piezas de Schubert, Brahms, Wolf y Strauss.
Por último después de estrenar en México la Primera Antología de Canciones de Salvador Moreno, graba al lado del propio compositor las Canciones de dicha antología, esta vez con Grabaciones de la Asociación Musical Manuel M. Ponce, A.C., cantando 4 canciones en Náhuatl.
María Bonilla se jubila después de más de 30 años de ininterrumpida labor docente en agosto de 1967, esta decisión fue un paso duro en su vida pues además de dejar sus escuelas pierde a su padre que muere por esas mismas fechas.
Fallece el 1 de febrero de 1990, luego de pasar 5 días en coma. Sus restos descansan en el Lote de Maestros del Panteón Civil de Dolores en compañía de sus padres.

## Premios y honores
- Medalla de oro con la imagen de la Virgen de Guadalupe, otorgada por el Cardenal Primado de México, Don Miguel Darío Miranda Gómez, en agradecimiento a los recitales que presentó en la Catedral Metropolitana de la Ciudad de México.
- En 1972 la Unión Mexicana de Cronistas de Teatro y Música le otorga un Diploma por su labor en la difusión del Lied.
- En 1972 fue condecorada con la Cruz al Mérito de Primera Clase, por la Embajada de la República Federal Alemana; esta condecoración la ofrece el embajador Hans Schwarzmann por la difusión al lied alemán en México y en el Mundo.
- Un año después la Embajada de Austria otorga otra Cruz al Mérito Extranjero.